# Fil Barlow
Fil Barlow (* 1963 in Adelaide) ist ein australischer Comiczeichner, Schriftsteller und Produzent. Derzeit wohnt er in Los Angeles. Er ist der Schöpfer der Zooniverse-Comics, die 1986 bis 1987 veröffentlicht wurden.

## Leben
Im Jahr 1965 zog seine Familie nach North Balwyn. Barlow begann seine berufliche Laufbahn als Comiczeichner bei australischen Pfadfinder-Magazinen im Alter von sechzehn Jahren.
Im Laufe der Zeit arbeitete er bei wechselnden Zeitschriften und Fernsehsendern, unter anderem bei Sony Pictures Entertainment.

## Mitarbeit (Auswahl)
- Starship Troopers: Roughneck Chronicles (1998) (Wesen und Charakter-Designer)
- Godzilla – Die Serie (1997) (Charakter Designer)
- Extreme Ghostbusters (1996) (Charakter Designer)
- Zooniverse (1986–87) (Künstler, Schriftsteller, Autor)